# Limfoma no hodgkinià
El limfoma no hodgkinià (LNH) és un grup de càncers hematològics que inclou tots els tipus de limfomes excepte els limfomes de Hodgkin. Els símptomes inclouen augment dels ganglis limfàtics, febre, suors nocturnes, pèrdua de pes i cansament. Altres símptomes poden incloure dolor ossi, dolor al pit o picor. Alguns formularis creixen lentament, mentre que d'altres creixen ràpidament.
Els limfomes són un tipus de càncer que es desenvolupen a partir de limfòcits. Els factors de risc inclouen una immunodeficiència, malalties autoimmunitàries, infecció per Helicobacter pylori, hepatitis C, obesitat i infecció per virus d'Epstein-Barr. L'Organització Mundial de la Salut classifica els limfomes en cinc grups principals, incloent un per al limfoma de Hodgkin. Dins dels quatre grups de LNH hi ha més de 60 tipus específics de limfoma. El diagnòstic és mitjançant la biòpsia de medul·la òssia o d'un gangli limfàtic. També s'utilitza la imatge mèdica per determinar la localització.
El tractament depèn de si el limfoma és de creixement lent o ràpid i si es troba en una àrea o en moltes àrees. Els tractaments poden incloure quimioteràpia, radioteràpia, immunoteràpia, trasplantament de cèl·lules mare, cirurgia, o un seguiment d'espera. Si la sang esdevé massa espessa a causa d'un gran nombre d'anticossos, es pot utilitzar plasmafèresi. La radioteràpia i alguna quimioteràpia pot augmentar el risc d'altres càncers, malalties cardíaques o problemes nerviosos durant les dècades posteriors.
El 2015, aproximadament 4,3 milions de persones tenien limfoma no hodgkinià, i 231.400 van morir. Als Estats Units, el 2,1% de les persones es veuen afectades en algun moment de la seva vida. L'edat més comuna del diagnòstic és d'entre 65 i 75 anys. La taxa de supervivència de cinc anys als Estats Units és del 71%.